# Елюювання золота
Елююва́ння зо́лота (англ. elution of gold) — спеціальний метод збагачення тонкодисперсного золота. 
Метод полягає у накопиченні золотоносних частинок в активованому вугіллі і подальшому вилученні золота вимиванням його розчинником — елюентом. Елюент вимиває адсорбоване на поверхні активованого вугілля тонкодисперсне золото. Причому було переконливо показано, що навіть в промисловому масштабі, активоване вугілля є найбільш ефективним і селективним поглиначем золота.
Моделювання показало, що процес елюювання золота управляється константою швидкості дифузії в частинки вуглецю. Аналіз параметрів показав, що константа швидкості залежить від температури елюювання та хімічного складу елюента.